# Берег — Глібовка
Берег – Глібовка – газопровід, споруджений у Криму для транспортування продукції офшорних родовищ.
В першій половині 1980-х у Чорному морі на захід від Криму почалась розробка Голіцинського газоконденсатного родовища. Його продукцію подали по офшорному трубопроводу, який виходив на узбережжя в бухті Очеретай на західному завершенні півострова Тарханкут. В подальшому сюди ж вивели трубопровід від Архангельського та Штормового родовищ (введені в експлуатацію у 1992 та 1993 роках), а кількість ниток від Голіцинського досягла трьох (через останнє з початку 2010-х почався транзит продукції Одеського родовища). Всі вони провадять транспортування пластової суміші, яка не пройшла підготовку та містить газ і конденсат.
У бухті Очеретай розташований крановий вузол, де відбувається змішування доставленої сюди по чотирьом ниткам продукції. Далі вона транспортується по газопроводу Берег – Глібовка до колишнього Глібовського газового родовища. Останнє з початку 1990-х перетворене на підземне сховище, проте на його майданчику продовжується робота з підготовки газу. Товарний газ подають через трубопровід Глібовка – Симферополь або закачують у сховище. 
Довжина виконаного в діаметрі 500 мм газопроводу Берег – Глібовка становить біля 40 км.
Станом на 2020 рік на півострові Тарханкут йшла підготовка до введення в експлуатацію невеличкого Краснополянського газоконденсатного родовища. Його продукцію передбачається подавати по перемичці діаметром 150 мм до газопроводу Берег – Глібовка.